# Spanophatnus ruficeps
Spanophatnus ruficeps là một loài tò vò trong họ Ichneumonidae.